# Kali Yuga
Kali Yuga er en tidsalder i den hinduistiske tidsregning. Kali Yuga betyder Kalis tidsalder eller stridens tidsalder, og er en af fire tidsaldre beskrevet i de hinduistiske skrifter. De tre andre tider er Satya Yuga, Treta Yuga and Dvapara Yuga. Kali Yuga startede sidst kort efter 14. januar 3102 fvt. ifølge den gregorianske kalender, den dag, hvor Krishna steg til himlen.
En hel cyklus af yugas varer den tid, det tager vores solsystem at gennemføre sin eliptiske bane omkring den centrale sol. Den præcise længde (ca. 25.000 år) og placeringen af de forskellige yugas, diskuteres flittigt. Nogle mener f.eks. at Kali Yuga varer godt 2500 år, andre ca. 5400. Dertil kommer overgangsperioder mellem aldrene. (Se evt. denne udredning for en detaljeret og velfunderet gennemgang: https://grahamhancock.com/dmisrab6/ )
De fleste som fortolker hindu-skrifter mener verden for tiden befinder sig i stigende Kali Yuga. Nogle mener vi er i starten på stigende Dvapara Yuga. "Stigende" betegner en yuga, hvori solsystemet er på vej tilbage mod den centrale sol og tilsvarende kaldes det "faldende" (descending) yuga, når vi er på væk. Satya, treta, dwapara og kali yuga findes således to gange i hver cyklus. Jo længere, solsystemet er fra den centrale sol, jo mere "formørket" bliver det åndelige liv (i bredeste forstand). Derfor omtales Kali Yuga også som mørkets tidsalder. Yugas korresponderer ret præcist med den cyklus af tidsaldre, som Platon kaldte guldalder, sølvalder, bronzealder  og jernalder. 
| Tid | Spire Denne artikel om tid eller kalendere er en spire som bør udbygges. Du er velkommen til at hjælpe Wikipedia ved at udvide den. |